# Gillebride mac Gilladomnan
Gillebride mac Gilladomnan (c. 1085-1123) fue un noble caudillo hiberno-nórdico de Morvern, Argyllshire, Escocia, thane de Argyll. Las antiguas informaciones genealógicas de las Tierras Altas inducen a pensar que su padre fue Imerg Somerledson (n.1050) Señor de las Órcadas y Asta Haraldsdottir (1050-1093) una hija de Harald III de Noruega, donde  lo menciona como rig eilean Shidir, es decir, el rey de los Sudreys o Islas del Sur. Según Elredo de Rieval una hija fue la esposa de Wymund MacHeth, jarl de Moray. Se le apodó Gillebride na h-Uamh, por el hecho de que durante un cierto período, su fortuna se vio deprimida y vivió en una cueva en el distrito de Morvern. Algunas fuentes citan que de Gillebride descienden, además del clan Donald, el clan Dougall, clan Maclachlan, MacEwin de Otter entre otros. Otras versiones citan a Gilladomnan como padre de Gillebride, quien pudo ser el padre de Somerled de las Hébridas y Señor de las Islas o, como se le conoce en la tradición de las Tierras Altas, Somhairle Mor MacGillebhride, fruto de su relación con Hvarflad (Gormflaeth) Haakonsdottir (n. 1095) una hija de Haakon Paulsson jarl de las Órcadas. Pero existe una controversía con la línea familiar de Gofraid mac Fergusa y los Anales de los cuatro maestros cuyo estudio publicó Alex Woolf en la Universidad de Saint Andrews.